# Jiří Vršťala
Jiří Vršťala (31. července 1920 Liberec – 10. června 1999 Berlín) byl český a později i německý herec.

## Život
Jeho herecké začátky jsou spojeny s libereckým divadlem, od roku 1949 pak hrál v Praze v Realistickém divadle a v letech 1950–1959 v Městských divadlech pražských, byl také stálým členem hereckého souboru Československého státního filmu respektive Filmového studia Barrandov.
Kromě Barrandova natáčel také pro východoněmecké studio DEFA. Po sňatku s německou herečkou Angelicou Domröseovou v roce 1966 se odstěhoval do NDR a v Čechách se už objevoval pouze velmi málo. Manželství bylo rozvedeno v roce 1975.
Z jeho filmových a televizních rolí je snad nejvíce známa jeho hlavní role v česko-německé sérii filmů o klaunu Ferdinandovi nebo role ve známém českém sci-fi filmu Ikarie XB 1.